# Union sportive de Créteil
A União desportista de Créteil (USC), fundada em 1936, é uma associação multidesportiva de Créteil. De 1936 a 1938, o futebol é a única atividade praticada. Em 1938, é criada a secção de ciclismo. O clube torna-se multidespoetivo em 1942. Em 2009, O clube compreende 29 associações desportivas. O clube conta mais de 7 200 membros federados em 2009. Exerce suas atividades no estádio Dominique Duvauchelle (com 12 000 lugares) e no Palácio dos desportos Robert-Oubron (com 2 500 lugares).

## Palmarés Olímpico
De Melbourne a Londres, cerca de trinta atletas participaram nos Jogos Olímpicos.
- Maurice Moucheraud no ciclismo (participa por equipa) em 1956.
- Daniel Morelon e Pierre Trentin no ciclismo em pista (tandem) em 1968.
- Daniel Morelon no ciclismo em pista (velocidade) em 1968.
- Pierre Trentin no ciclismo em pista (quilómetro) em 1968.
- Daniel Morelon no ciclismo em pista (velocidade) em 1972.
- Émilie Le Pennec em ginástica em 2004.
- Grégory Baugé no ciclismo em pista (velocidade por equipa) em 2008.
- Grégory Baugé e Michaël D'Almeida no ciclismo em pista (velocidade por equipa) em 2012.
- Grégory Baugé no ciclismo em pista (velocidade) em 2012.
- Daniel Morelon no ciclismo em pista (velocidade) em 1964.
- Pierre Trentin no ciclismo em pista (quilómetro) em 1964.
- Pierre Trentin no ciclismo em pista (velocidade) em 1968.
- Fabrice Colas no ciclismo em 1984.
- Pascal Mahé Frédéric Perez e Denis Tristant com o equipa francesa de andebol em 1992.

## Secções
- Atletismo[3] (desde 1963), Dimitri Bascou, Pierre-Ambrosio Bosse e Rabii Doukhana estão federados ao USC Athletisme
- Badminton[4] (desde 1979), Brice Leverdez está despedido ao USC badminton
- Basquete[5] (desde 1945)
- Boxe francês[6] (desde 1979)
- Canoagem (desde 1980)
- Ciclismo[7] (desde 1938), Grégory Baugé, Michaël D'Almeida, Charlie Conord e Thierry Jollet  estão federados ao USC ciclismo
- Cicloturismo[8] (desde 1963)
- Esgrima[9] (desde 1989)
- Futebol[10] (desde 1936), ver US Créteil-Lusitanos
- Futsal[11] (desde 2007),
- Ginástica artística[12] (desde 1978), Émilie Le Pennec está despedida ao USC gimnasia
- Ginástica rítmica[13] (desde 1987)
- Ginástica voluntária (desde 1976)
- Halterofilia e Musculação (desde 1979)
- Andebol[14] (desde 1964), ver US Créteil Balonmano
- Judo (desde 1974)
- Karaté[15] (desde 1973)
- Luta[16] (desde 1981), Meryem Selloum está despedida ao USC lute
- Natação[17] (desde 2011)
- Rugby union[18] (desde 1983)
- Squash[19] (desde 1985), Camille Serme e Lucas Serme estão federados ao USC squash
- Tênis[20] (desde 1985)
- Tênis de mesa[21] (desde 1975)
- Tiro com arco[22] (desde 1979)
- Trampolim (desde 1979)
- Triatlo[23] (desde 1985)
- Vela[24] (desde 1983)
- Vôlei[25] (desde 1979)

## Secções desaparecidas
- Bola lionesa (de 1963 a ?)
- Boxe inglês (de 1975 a ?)
- Hóquei em campo (de 1974 a ?)
- Rugby league (de 1973 a ?)

## Presidências
- Louis Hénon : 1936 - 1937
- Natais Ceccaldi : 1937 - 1942
- Félix Duval : 1951 - 1952
- Natais Ceccaldi : 1953 - 1954
- Albert Laferrière : 1955 - 1977
- Christian Baumgarth : 1977 - 1978
- Alexis Attal : 1978 - 1980
- Dominique O Nizerhy : 1980 - 1991
- Roger Baumann : 1991 -1992
- Michel Leblanc : 1992 - 1996
- Camille Lecomte : 1997 a este dia